# Ariajasuru Hasegawa
Ariajasuru Eduardo Hasegawa (長谷川 アーリア Edualdo ジャスール Hasegawa Āriajasūru?,  en persa: آریا جسورو هاسگاوا‎; nacido el 29 de octubre de 1988 en Tsurugashima, Saitama) es un futbolista japonés de ascendencia iraní. Juega de centrocampista y su equipo actual es el Nagoya Grampus de la J1 League de Japón.

## Trayectoria
Formado en la cantera del Yokohama F. Marinos debuta en 2007 con el primer equipo, en el cual permanecerá durante cinco temporadas. En 2012 pasa al FC Tokyo donde será entrenado por Ranko Popović, el cual le hace fijo en su once titular. A la temporada siguiente el entrenador serbio ficha por el Cerezo Osaka, que contrataría asimismo a Aria Hasegawa donde coincidirían de nuevo. En verano de 2015 ficha por el Real Zaragoza de la Segunda División de España que entrena Ranko Popović, siendo su principal valedor. En 2016 al ser destituido Popović, ni la directiva ni el nuevo entrenador, Lluís Carreras no contaría con él, por lo que el Real Zaragoza decide rescindir su contrato. Tras unos meses sin equipo encuentra acomodo en su país natal, fichando por el Shonan Bellmare de la primera categoría japonesa.

## Selección nacional
Con la Selección de fútbol sub-20 del Japón disputaría tres encuentros entre 2006 y 2010 anotando un único gol. En 2012 fue llamado para la selección absoluta de Japón por Alberto Zaccheroni para el amistoso contra Azerbaiyán, sin embargo no llegó a debutar.

## Clubes
| Club                | País   | Año         |
| ------------------- | ------ | ----------- |
| Yokohama F. Marinos | Japón  | 2007 - 2011 |
| F. C. Tokyo         | Japón  | 2012 - 2013 |
| Cerezo Osaka        | Japón  | 2014 - 2015 |
| Real Zaragoza       | España | 2015 - 2016 |
| Shonan Bellmare     | Japón  | 2016        |
| Omiya Ardija        | Japón  | 2017        |
| Nagoya Grampus      | Japón  | 2018 - Act. |